# Xuyết Đao
Xuyết Đao (chữ Hán giản thể: 掇刀区) là một quận thuộc địa cấp thị Kinh Môn, tỉnh Hồ Bắc, Cộng hòa Nhân dân Trung Hoa. Quận này có diện tích 597 ki-lô-mét vuông, dân số năm 2004 là 220.000 người. Về mặt hành chính, quận này được chia thành 2 nhai đạo và 2 trấn.
- Nhai đạo: Xuyết Đao, Bạch Miếu.
- Trấn: Đoàn Lâm Phố, Ma Thành.